# スキップ・ビート
「スキップ・ビート (SKIPPED BEAT)」は、KUWATA BANDの楽曲。自身の3作目のシングルとして、タイシタレーベルから7インチレコードで1986年7月5日に発売された。
1993年6月27日に8cmCDとして、2001年6月25日には12cmCDで再発売している。また、2016年2月26日にはダウンロード配信、2019年12月20日にはストリーミング配信を開始した。

## 背景・リリース
デビュー作「BAN BAN BAN」からちょうど3か月ぶりに発売され、2作目シングル「MERRY X'MAS IN SUMMER」と同日に発売された。
12cmCDの型番は本作がVICL-35302で「MERRY X'MAS IN SUMMER」がVICL-35303であるが、公式サイトでは本作が3作目のシングルとなっている。

## 収録曲
- 収録時間：8:37[5]

1. スキップ・ビート (SKIPPED BEAT) (4:02)
（作詞・作曲：桑田佳祐 / 編曲：KUWATA BAND）
タイトルの「スキップ・ビート」に深い意味はなく、スケベに語感が近いというだけの当て字の英語である。桑田は仮歌の段階でサビを「スケベ〜スケベ〜」と繰り返すフレーズに決めていた[6]。歌詞にはエロティックなワードや比喩が多数含まれている。
ライブでは「Woman, say!! yeah」の部分で観客とコールアンドレスポンスを行っていた[7]。コロナ禍になって開催された2021年の全国ツアー『BIG MOUTH, NO GUTS!!』では感染防止対策として観客は歓声を出せないことから、その代わりとして手拍子を用いたやり取りを行った[8][9]。
ミュージックビデオは販促用のものがあったが長らく公開されず、2018年1月発売のPV集『MVP』に収録されることとなった[10]。
TWICEやNiziUのプロデューサーであるJ.Y. Parkは、日本文化が韓国で解禁されていなかった中学生時代に海賊盤のカセットや日本のラジオの電波を探して、日本の音楽を聴いていたことを公言しており、その時に聞いた楽曲がこの楽曲で「アジア人でもブラック・ミュージックをパフォーマンスすることができるんだ」と衝撃を受けたことを述べている[11][12]。
2. PAY ME (4:35)
（作詞：Tommy Snyder & 桑田佳祐 / 作曲・編曲：KUWATA BAND）
全英語詞曲。歌詞には芸能事務所であるアミューズの当時の社員や桑田のマネージャーの名前が複数登場している。同じアミューズに所属するタレント、三宅裕司と富田靖子、さらに当時のバンドTHE 東南西北の名前も登場し、歌詞に続いて桑田自身が単語の解説を書いている。なお、歌詞はいくつか日本語をローマ字表記しただけのものがある。発売当初のEP盤では歌詞が掲載されていたが、再発のマキシシングルには掲載されていない（公式サイトでは掲載されている）[13]。

## 参加ミュージシャン
- 桑田佳祐:Vocal, Guitar
- 小島良喜:Keyboard, Vocal
- 今野多久郎:Percussion, Vocal
- 琢磨仁:Bass, Vocal
- 河内淳一:Guitar, Vocal
- 松田弘:Drums, Vocal

- スキップ・ビート (SKIPPED BEAT)
  - 大谷幸:Keyboard
  - 美久月千晴:Bass
  - EPO:Chorus (Courtesy of MIDI Records)
  - 新田一郎:Horn Section
  - 藤井丈司:Synthesizer & Computer Operation
  - 古川貴司:Synthesizer & Computer Operation
- PAY ME
  - 大谷幸:Keyboards
  - 美久月千晴:Bass
  - Tommy Snyder:Rap
  - 藤井丈司:Synthesizer & Computer Operation
  - 古川貴司:Synthesizer & Computer Operation

## カバー
スキップ・ビート (SKIPPED BEAT)
- 2009年：Superfly - シングル「恋する瞳は美しい/やさしい気持ちで」に収録。

## 収録アルバム
| 曲名                            | 作品名              | 備考                     |
| ------------------------------- | ------------------- | ------------------------ |
| スキップ・ビート (SKIPPED BEAT) | ROCK CONCERT        | ライブバージョンで収録。 |
| スキップ・ビート (SKIPPED BEAT) | フロム イエスタデイ | 桑田佳祐ソロ名義の作品。 |
| スキップ・ビート (SKIPPED BEAT) | TOP OF THE POPS     | 桑田佳祐ソロ名義の作品。 |
| PAY ME                          | アルバム未収録      |                          |

## ライブ映像作品
| 曲名                            | 作品名                                                           | 備考 |
| ------------------------------- | ---------------------------------------------------------------- | --- |
| スキップ・ビート (SKIPPED BEAT) | ONE DAY KUWATA BAND〜ROCK CONCERT (AT TOHO STUDIO,19th Oct.1986) | |
| スキップ・ビート (SKIPPED BEAT) | けいすけさん、ビデオも色々と大変ねぇ。                           | 桑田佳祐ソロ名義の作品。 |
| スキップ・ビート (SKIPPED BEAT) | 桑田さんのお仕事 07/08 〜魅惑のAVマリアージュ〜                  | 桑田佳祐ソロ名義の作品。 |
| スキップ・ビート (SKIPPED BEAT) | 桑田佳祐の音楽寅さん 〜MUSIC TIGER〜 あいなめBOX                 | 桑田佳祐ソロ名義の作品。DISC 5「♯19 桑田佳祐&SUPER MUSIC TIGERS 野外ライブ In 山中湖」に収録。                                                                                     |
| スキップ・ビート (SKIPPED BEAT) | 宮城ライブ 〜明日へのマーチ!!〜                                  | 桑田佳祐ソロ名義の作品。 |
| スキップ・ビート (SKIPPED BEAT) | がらくたライブ                                                   | 桑田佳祐ソロ名義の作品。 |
| スキップ・ビート (SKIPPED BEAT) | ごはん味噌汁海苔お漬物卵焼き feat. 梅干し                        | 桑田佳祐ソロ名義の作品。完全生産限定盤A・B封入のBlu-ray・DVDに収録。2021年3月7日にブルーノート東京で開催した配信限定ライブ『静かな春の戯れ ～Live in Blue Note Tokyo～』での歌唱。 |
| スキップ・ビート (SKIPPED BEAT) | LIVE TOUR 2021「BIG MOUTH, NO GUTS!!」                           | 桑田佳祐ソロ名義の作品。 |

## ミュージック・ビデオ収録作品
| 曲名                            | 作品名 | 備考                                         |
| ------------------------------- | ------ | -------------------------------------------- |
| スキップ・ビート (SKIPPED BEAT) | MVP    | 桑田佳祐ソロ名義の作品。初回限定盤のみ収録。 |
| PAY ME                          | 未収録 |                                              |